# カシオ VL-1

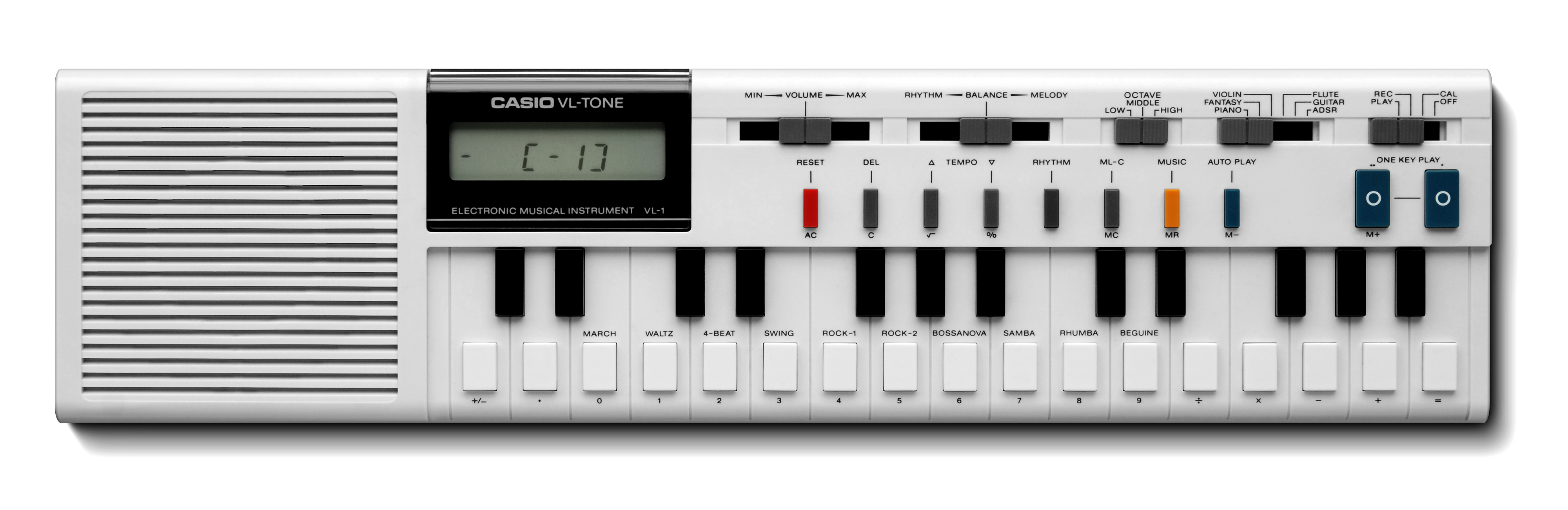
Casio VL-Tone VL-1

VL-1は、カシオ計算機のVL-Toneシリーズの最初の楽器であり、VL-Toneとしばしば呼ばれる。電卓やシンセサイザー、ミュージックシーケンサーの機能を持ち
、1981年に数万円程度で販売された。VL-1は、電子楽器奏者からその安っぽい作りと、元になった楽器とは全然似てない音色に、キッチュな価値を見出されている。愛称はワンキーボード。
VL-1シリーズには、殆ど同じで小さくしたVL-10や、4音同時発声が可能なVL-5がある。

## 音
音は、ほぼ矩形波をさまざまなパルス幅でフィルタしたものから作られている。そのピアノ、ヴァイオリン、フルート、ギターの音色は全く元になった楽器と似ても似つかないものであった。「ファンタジー」という音色もあり、また発振器の波形とADSRのエンベロープを定義した音色を出すことも出来た。シンセサイザーは電卓のメモリーに数字として入れておくと、キーボードとして使ったときに定義された音がでるようになっている。2オクターブ半の音が出せるようになっている。

## 機能

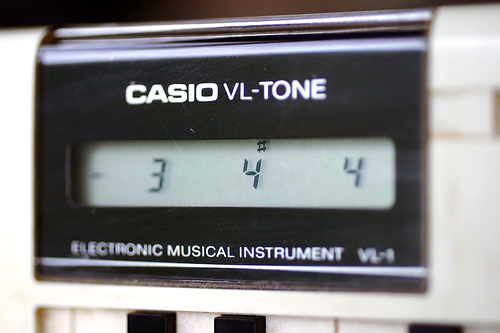
LCD

VL1には8桁の数字を表示できる小さな液晶ディスプレイがついていた。主に電卓機能に使われるが、演奏した音符も表示される。また、VL-1は音程やバランス、基本のテンポの設定、そして単音の99音符を覚えることの出来るリアルタイムなミュージックシーケンサー機能(あらかじめ記憶させておいた音符を特定のボタンを押すことにより順番に鳴らす。これが愛称のワンキーボードの由来)を持っていた。また、10個のプリセットされた3種類のドラムの音を組み合わせたリズムも持っていた。

## 主な使用例

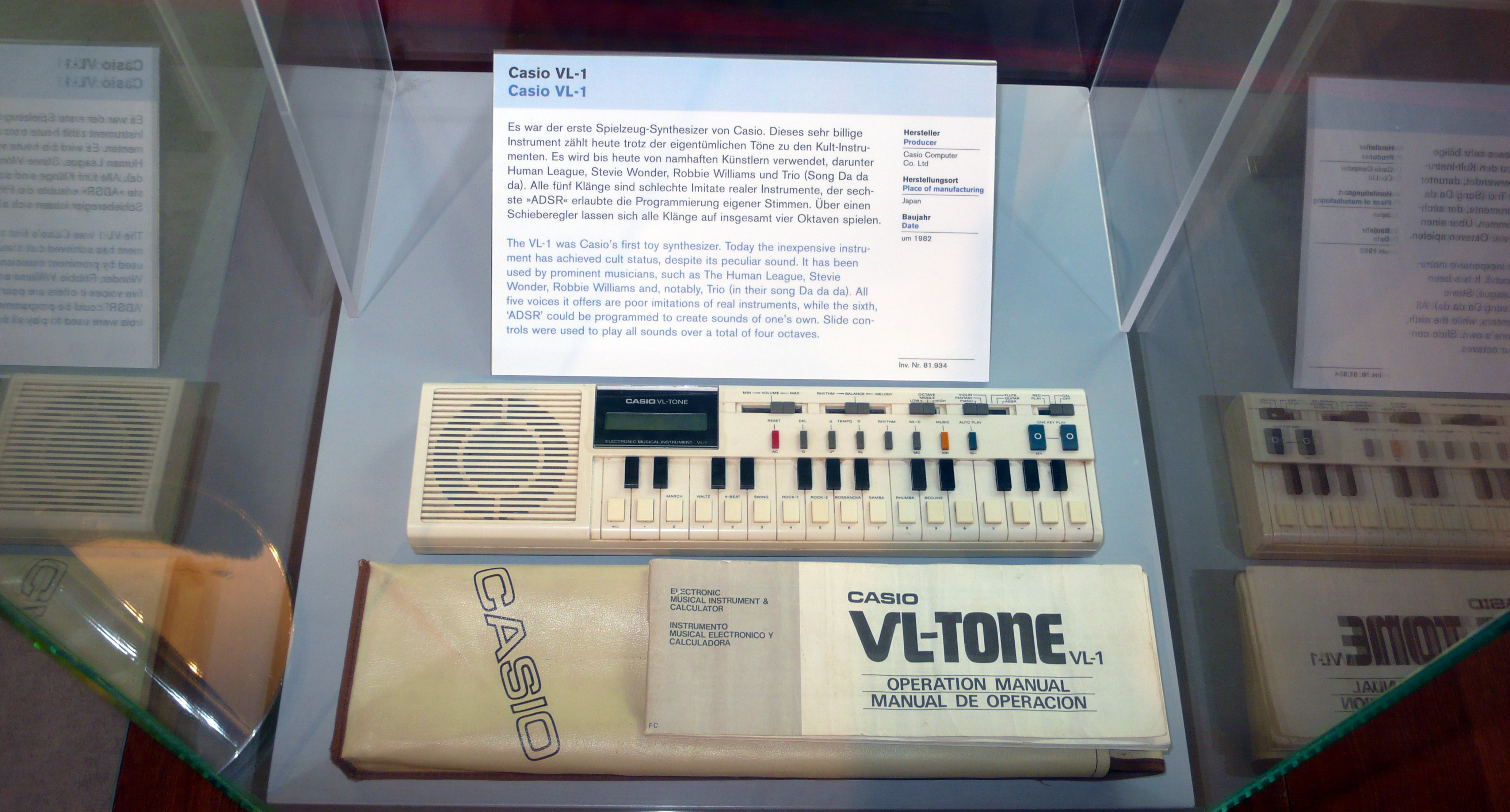
ウィーン産業技術博物館:en:Technisches Museum Wien所蔵/ VL-1 Inv. Nr 81934

- VL-1はドイツのバンド トリオがRock-1のリズムとピアノの音色を"Da Da Da"で使ったことから、根強い知名度を持つ [4] 。

- よく似たRock-2のリズムセットがザ・フォールのThe Man Whose Head Expandedの前半部で使われて、マーク・E・スミスの「このクソみたいなスペースインベーダーの音を止めろ」と短くされている。
- ソビエト連邦のロックバンドキノーはThe Last HeroとKamchatkaで使っている。
- アメリカのインダストリアル・ミュージシャンモンティ・カザッツァ（英語版）はStairway to Hell とSex Is No EmergencyでVL-1のドラムパターンを使っている。
- トーマス・ドルビーの「彼女はサイエンス」のミュージック・ビデオで3人の子供が持っている。（なお、楽曲では使われていない）
- ヒューマン・リーグは「Get Carter」で使っている。
- ブラッドハウンド・ギャング
- ディー・ライト
- ゴリラズ
- トニー・バンクス (ミュージシャン)
- XTC